# Matford F917WS
Dieser Artikel wurde auf der  Qualitätssicherungsseite des Portals Auto und Motorrad eingetragen. 
Bitte hilf mit, ihn zu verbessern, und beteilige dich an der Diskussion. (+)
Der Matford F917WS (F997WS), Ford Cargo F798WM und Simca / Unic Cargo ist ein Frontlenker-Lkw, der, mit Unterbrechungen und Modernisierungen, zwischen 1940 und 1960 im Automobilwerk Poissy in Frankreich von Matford, Ford France und Simca und von 1960 bis 1966 bei Unic in Suresnes gebaut wurde.

## Matford F917WS, F997WS (1940–1943)

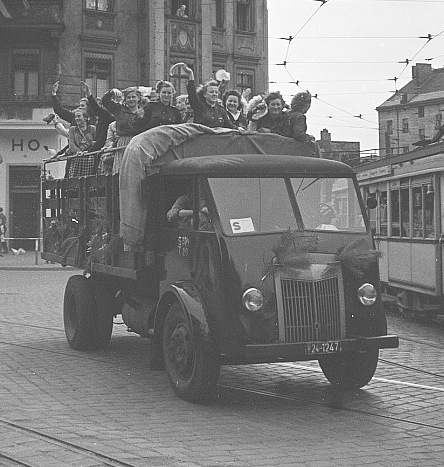
Matford F917WS/F997WS

Ein Ergebnis der Zusammenarbeit Matford von SA Mathis und Ford France war der Matford F917WS / F997WS, ein Frontlenker-Lkw mit fünf Tonnen Nutzlast. Angetrieben wurde er vom aus dem Ford V8 bekannten V8-Ottomotor mit stehenden Ventilen, 3621 cm³ Hubraum und 75 bis 90 PS (55–66 kW). Der Lkw wurde ab März 1940 neben dem schon länger, auch in Deutschland gebauten, etwas kleineren Ford Modell V8-51 im Automobilwerk Poissy produziert. Das ursprüngliche Matford-Werk lag bei Straßburg in der Nähe der deutschen Grenze. Wegen der Gefahr einer deutschen Besetzung des Werkes infolge des zwischen Frankreich und Deutschland ausgebrochenen Krieges wurde die Montage vorsorglich im Herbst 1939 nach Poissy bei Paris verlegt. Die französische Armee bestellte bei Kriegsausbruch bei Matford 5000 LKW mit einer Nutzlast von etwa 5 Tonnen und erhöhte diese Bestellung im Dezember 1939 auf 6150 Stück, abzuliefern im Januar mit 150 und in den Folgemonaten mit 750 Stück im Monat. Die ersten 99 Matford-LKW wurden im März 1940 ausgeliefert, im April folgten weitere 300. Bis zum Einmarsch der deutschen Truppen in Paris am 14. Juni 1940 mögen rund 1200 Matford-LKW für die französische Armee fertiggestellt worden sein. Um überhaupt in Poissy produzieren zu können und das monatliche Produktionsziel von 1200 Lkw (davon 750 für die Armee) zu realisieren, musste die Société des Automobiles Ford (SAF) rund 220 Millionen Franc aufwenden. Am 3. Juni 1940 bombardierten Flugzeuge der deutschen Wehrmacht Poissy, es kam jedoch zu keinen größeren Schäden. Nach dem Waffenstillstand von Compiegne wurde das Werk fortan deutscher Verwaltung unterstellt. Matford wurde in einer außerordentlichen Generalversammlung am 30. Juni 1940 wirksam zum Juni 1940 durch Ausscheiden von Mathis aufgelöst, das Modell jedoch weiter unter der ursprünglichen Bezeichnung für die deutsche Wehrmacht weiter gebaut.
Ab 1941 kam der stärkere 3,9-Liter-V8-Motor mit 95 PS (70 kW) zum Einsatz, und ein 3,2-Tonner ergänzte das Angebot. Die Wehrmacht bemühte sich um Rationalisierung und Vereinheitlichung der vielen unterschiedlichen Typen, und so wurde ab Februar 1943 in Poissy der Bau des eigenen Lkw zu Gunsten des Kölner Typs Ford V 3000 S eingestellt. Die Qualität blieb jedoch niedrig, und es gab auch Sabotageaktionen. Weitestgehend wurden nur noch Lkw-Teile produziert, die nach Köln geschickt wurden, um die dortige Lkw Fertigung am Laufen zu halten.
Vom 26. bis 28. August 1944 wurde Poissy nach zwei Artilleriegefechten auf dem Werksgelände von den Westalliierten besetzt. Die zerstörten Werkshallen und die Seine-Brücke mussten durch die Belegschaft repariert werden. Nach Kriegsende 1945 wurde die Produktion wieder auf zivile Bedürfnisse umgestellt. Ab Ende 1945 wurden die französischen Ford Lkw F198 und F598 wieder produziert, die dem deutschen Ford V 3000 S entsprachen.

## Ford Cargo F798WM (1949–1954)
Im Oktober 1949 präsentierte Ford France auf dem Pariser Automobilsalon den neuen Ford Cargo F798WM mit fünf Tonnen Nutzlast. Nunmehr konnten zwei unterschiedliche Radstände und ein in Lizenz gebauter Sechszylinder-Dieselmotor von Hercules angeboten werden. Außer dem Seitenventil-V8-Motor gab es einen Dieselmotor, für den Hispano-Suiza die Gussteile lieferte. Beide leisteten maximal 95 PS (70 kW). Er wurde auch in Deutschland, parallel zur Ford FK-Serie, angeboten. Die modern gestaltete neue Serie verkaufte sich anfänglich gut und war auch im damals noch unter französischer Verwaltung stehenden Saarland weit verbreitet. Doch der allgemeine Bedarf an neuen Lkw war bereits gedeckt.
1951 erteilte das französische Verteidigungsministerium einen Großauftrag über 2000 Dieselmotor-Lkw mit 6x6-Allradantrieb. Solch ein Modell musste jedoch erst noch entwickelt werden. Als Übergangslösung lieferte Ford 560 Cargos mit Ottomotoren. Ab 1951 war auch eine Sattelzugmaschine mit dem Dieselmotor erhältlich.
Wegen der Sparpläne 1952 zog die Regierung ihren Auftrag zurück und Ford-Frankreich-Chef Lehideux entließ sofort einige hundert Arbeiter. Bereits ab 1950 war es immer wieder zu gewalttätigen Streiks im Werk Poissy gekommen. Diese Streiks und die niedrigen Absatzzahlen führten dazu, dass Ford einen Käufer für das Werk suchte. Am 4. Juli 1954 übernahm Simca zum größten Teil Ford France und damit auch das Werk Poissy. Bis 1958 hielt Ford noch 18 % der Anteile. Ende 1954 wurde der Verkauf des Ford Cargo F798WM eingestellt. Die Nachfolge übernahm ab 1955 die modernisierte Ford FK-Serie II.

## Simca Cargo 1955–1960, Unic Cargo 1960–1966
1955 erschien der Ford Cargo F798WM fast unverändert als Simca Cargo. Weiterhin hatte er den Seitenventil-V8-Motor mit 3924 cm² mit 95 PS (70 kW). 1956 wurde die Produktion nach Suresnes Frankreich in das von Simca übernommenen Werk von Automobiles Unic verlegt, während der Motor weiterhin vom Bugatti Werk in Molsheim zugeliefert wurde. Eine für das Militär entwickelte Variante mit Kühlerschutzgitter und Planenverdeck wurde bis 1966 an die französische Armee geliefert, 9725 Stück mit fünf Tonnen Nutzlast und Hinterradantrieb und 14.645 Stück mit 3 Tonnen Nutzlast und Allradantrieb.
Ab 1958 gab es den Simca Cargo mit einem Vierzylinderdieselmotor von Unic als Unic Cargo. 1959 wurde der V8-Ottomotor auf 4184 cm³ Hubraum vergrößert und ein synchronisiertes 5-Gang-Getriebe eingebaut, die Leistung erhöhte sich auf 100 PS (74 kW).
Ab 1960 wurde das Fahrzeug in Frankreich nur noch als Unic Cargo vermarktet.
Da die französische Armee einen kleinen geländetauglichen Lkw im Stil des Unimog suchte und keine französische Automobilfirma solch ein Fahrzeug im Lieferprogramm hatte, wurde der Simca SUMB entwickelt. Hierfür lieferte Simca den alten Fordseitenventilmotor aus dem Cargo, Unic das Fahrgestell, Marmon-Herrington den Allradantrieb mit Viergang-Schaltgetriebe plus Geländeuntersetzung von Pont à Mousson und Bocquet den Karosserieaufbau.
Bis 1966 produzierte Unic den Cargo. Durch die Übernahme von Unic durch Fiat wurde der kleinere Unic 616 das Nachfolgemodell.